# Szécsi Noémi
Szécsi Noémi (Szentes, 1976. március 29. –) József Attila-díjas magyar író.

## Életpályája
1994-től az ELTE BTK latin, később angol és finn szakos hallgatója volt, Helsinkiben finn nyelvet, később gender studies-t tanult. 2001-ben diplomázott angol és finn szakon. 2002-ben a Népszabadság újságíróiskolájában kapott főiskolai oklevelet. 2020-ban szakács képzést is elvégezte.
Első kötete, a Finnugor vámpír 2002-ben jelent meg a JAK-Kijárat kiadónál. A Budapesten játszódó szatirikus vámpírtörténet és/vagy művész- és nevelődési regény jelentős kritikai sikert aratott és két kiadást ért meg (a regény fordítása lengyelül, olaszul valamint angol és amerikai kiadásban is megjelent). A regény megfilmesítési jogait az Eurofilm vásárolta meg, de a film végül nem jött létre.
A szerző terhességéről írott, blogként megjelent írásai a Tericumnál jelentek meg könyv formájában 2003-ban A kismama naplója címmel. A kötet 2004-ben Elle irodalmi díjat kapott dokumentarista kategóriában. A kismama naplójának folytatása A baba memoárja (2004). 2005-ben Móricz Zsigmond-ösztöndíjat kapott.
Szécsi Noémi második regénye a Kommunista Monte Cristo (2006) amely egy vegetáriánus, hithű kommunista hentes, Sanyi sorsán keresztül mutatja be a huszadik század vérzivataros évtizedeit 1919-től 1957-ig. 2009-ben megjelent regénye, az Utolsó kentaur (2009) budapesti anarchista fiatalok életéről szól.
A Kommunista Monte Cristóért 2009. szeptember 29-én Brüsszelben vette át az Európai Unió Irodalmi Díját, amelyet az Európai Bizottság oszt ki az EU országait képviselő pályakezdő szerzőknek. Azóta Szécsi Noémi művei egyebek mellett lengyel, olasz, szerb, horvát, macedón valamint angol és amerikai kiadásban is megjelentek.
2011-ben jelent meg az Európa Könyvkiadónál a Nyughatatlanok című történelmi regénye, amely 1848-49 Európában bolyongó emigránsairól szól, akik egy kudarcba fúlt forradalom emléke elől menekülnek és asztaltáncoltatásban keresnek vigaszt. 2013-as regénye, a Gondolatolvasó egy siket fiú, Bárdy Fülöp/Philip nevelődésének története. 2012-ben az író a Mandragóra utca 7.-tel tett kirándulást a gyermekirodalom területére. 
Az Egyformák vagytok (Magvető, 2017) című regényben a belvárosi lakásétterem luxusházibulijától a romkocsma negyeden át a régmúltat újrajátszó filmsorozat forgatásáig követhetjük az Angliából hazatért szabad szájú könyvkiadói jogásznő és gyermekkori barátnője, a történész Em monológjait és a köztük folyó dialógust, amint negyvenes éveik küszöbén sorra veszik fiatalságuk elszalasztott lehetőségeit, női létük traumáit. A regény 2018-ban az Aegon-díj tízes shortlistjére is felkerült, 2021-ben pedig a járvány idején a Katona József Színház produkciójában Egyformák vagyunk címmel készült belőle karanténszínházi előadás Jordán Adél és Pálos Hanna főszereplésével, Székely Kriszta rendezésében.
2023-ban a Magvető kiadó gondozásában jelenik meg Rohadt állatok címmel a 2004 és 2023 között született állatmeséit összegyűjtő novelláskötete, amelyek állandó szereplője a tsz parcellából lett Biokert vezére, a hatalmaskodó Hörcsög, és mindig szorongó és kételkedő, értelmiségi elhajlású jobbkeze, a Vakond.
Szécsi Noémi több művelődéstörténeti mű szerzője: a Fehér Bélával közösen írott esszékötete, a Hamisgulyás (2015) a 20. századi háborúk ínségeit és gasztronómiáját térképezi fel, a Géra Eleonóra történésszel közösen létrehozott, számos kiadásban megjelent A budapesti úrinő magánélete (1860–1914) (2015) pedig magánélet-történeti és nőtörténeti kalauz, amelynek folytatása A modern budapesti úrinő (1914-1939) címmel jött ki 2017-ben. 2019 októberében jelent meg a Lányok és asszonyok aranykönyve, amely sok más forrás (korabeli levelek, naplók, visszaemlékezések, orvosi és ismeretterjesztő források, valamint irodalmi művek) mellett dr. Hugonnai Vilma, az első magyar orvosnő hagyatékában fellelhető századfordulós rendelési naplók segítségével kamaszkortól időskorig kíséri végig a 19. század végén és a 20. század elején, egy paradigmaváltó időszakban élt nők életét.
Szécsi Noémi Budapesten él, két gyermeke van, lánya 2003-ban, fia 2019-ben született; férje Hites Sándor irodalomtörténész.

## Regények
- Finnugor vámpír, JAK-Kijárat, 2002, JAK-Kijárat, 2003, Európa Könyvkiadó, 2011
- Kommunista Monte Cristo, Tericum, 2006 (Az Európai Unió Irodalmi Díja, 2009), Európa Könyvkiadó, 2014
- Utolsó kentaur, Ulpius, 2009
- Nyughatatlanok, Európa Könyvkiadó, 2011, Magvető Könyvkiadó, 2019
- Mandragóra utca 7., Európa Könyvkiadó, 2012, Magvető Könyvkiadó, 2018
- Gondolatolvasó, Európa Könyvkiadó, 2013
- Komunist Monte Cristo (Kommunista Monte Cristo); horvátra ford. Viktorija Santic; Ljevak, Zagreb, 2015 (Biblioteka Cicero)
- Egyformák vagytok. Regény; Magvető, Bp., 2017
- Rohadt állatok. Állatmesék; Magvető, Bp., 2023
- Budapest Nagyregény. Budapest Brand Nonprofit Zrt., Bp., 2023 (társszerző)

## Művelődéstörténeti művek
- Hamisgulyás. Hadikonyha a 20. századi Magyarországon (Fehér Bélával), Helikon, Bp., 2015
- A budapesti úrinő magánélete, 1860–1914 (művelődéstörténeti kötet, Géra Eleonórával), Európa Könyvkiadó, 2015
- A modern budapesti úrinő, 1914–1939 (művelődéstörténeti kötet, Géra Eleonórával), Európa, Bp., 2017
- Lányok és asszonyok aranykönyve. Szépség, egészség, termékenység és szexualitás a 19-20. század fordulóján; Park, Bp., 2019
- Régen minden lánynak jutott férj. A nők neveltetése és szereplehetőségei a 19-20. század fordulóján; Park, Bp., 2024
- Jókai és a nők; Magvető, Bp., 2025

## Gyermekneveléssel kapcsolatos művek
- A kismama naplója (publicisztika), Tericum, 2003
- A baba memoárja (publicisztika) Tericum, 2004
- Tetűmese (képeskönyv Szathmáry P. István illusztrációival) Kolibri, 2015

## Blog
Szécsi Noémi először 2002-2003 között vezetett blogot, amelynek bejegyzései A kismama naplója és A baba memoárja címmel jelentek meg 2003-ban és 2004-ben.
2013 novemberében indította Halcsontos Fűző nevű blogját, ahol a regényeihez folytatott történelmi kutatása alapján publikál bejegyzéseket a magánélet-történet és a nőtörténet tárgykörében. A blog nyomán jött létre a Géra Eleonóra történésszel közösen írott kötete, A budapesti úrinő magánélete (1860–1914).

## Elismerések
- 2000 CIMO-ösztöndíj, Helsinki, Christina Institute for Gender Studies
- 2001 Kelet-Európai Forgatókönyvírói Műhely, Prága (Finnugor vámpír)
- 2003 Elsőkönyvesek Fesztiválja, Kiel (Finnugor vámpír)
- 2004 ELLE Irodalmi Díj, „A hónap könyve”, dokumentarista kategória (A kismama naplója)
- 2005 Móricz Zsigmond Alkotói Ösztöndíj (Kommunista Monte Cristo)
- 2009 Európai Unió Irodalmi Díja (Kommunista Monte Cristo)
- 2010 XVII. Budapesti Nemzetközi Könyvfesztivál Litera-díja (filmnovella)
- 2010 Het beschrijf flamand kulturális alapítvány írói programja, Passa Porta, Brüsszel
- 2011 József Attila-díj
- 2011 FEP meghívott vendége az Európa Parlamentben, Brüsszel
- 2012 European Literature Night
- 2012 Belgrádi Könyvvásár díszvendége
- 2013 PEN World Voices Festival, New York
- 2014 Incroci di Civiltà, Velence
- 2014 Salernói Irodalmi Díj jelöltje
- 2017 Aegon-díj Shortlist